# 明日、君がいない
『明日、君がいない』（あした、きみがいない、原題：2:37）は、2006年制作のオーストラリア映画。日本でのキャッチコピーは「追いつめられても、SOSが届かない」

## 概要
2時37分に校内で起こるある事件に至るまでの1日の、悩める6人の高校生を描いたドラマ。2006年のカンヌ国際映画祭で高い評価を得た。コロンバイン高校銃乱射事件を描いたガス・ヴァン・サント監督の『エレファント』の手法をベースにした撮影手法を用いている。
監督ムラーリ・K・タルリが本作を撮ったのは19歳のときであった。

## ストーリー
午後2時37分。オーストラリア南部の高校で誰かが自殺を図る。
その日の朝。弁護士を目指す優等生のマーカス、両親の自分に対する扱いに不満を抱くマーカスの妹メロディ、スポーツマンで人気者のルーク、自分たちは最高のカップルと信じるルークの恋人サラ、ゲイに対する差別に悩みマリファナに手を出すショーン、排尿障害によりいじめを受けるスティーヴン、6人の高校生がそれぞれに悩みを抱えながら登校する。
自殺するのは誰なのか、いったい何が原因だったのか…。

## 登場人物・キャスト
メロディ
演 - テリーサ・パーマー、日本語吹替 - 伊東久美子
マーカスの妹。マーカスと同じ高校に通う。何かにつけて両親がマーカスのことばかり気にかけていて、自身との扱いの差に不満を持ち家庭内でいつも孤独を感じている。過去にピアノやダンスをやっていたが上達しそうになると突然父親にそれらを辞めさせられてきたとのこと。動物と子供が大好きで小学校の教師になるのが夢。
マーカス
演 - フランク・スウィート、日本語吹替 - 羽多野渉
成績優秀な男性学生。弁護士として成功を収める父を尊敬し、将来は自身も弁護士になることを夢見る。その一方で完璧主義者の父に怒られることを何よりも恐れている。特技は、子供の頃から弾いているピアノ。先日架空の話として書いた作文で良い評価を受ける一方、内容について余計な詮索をする者がいてうざったく感じている。
ルーク
演 - サム・ハリス、日本語吹替 - 酒井敬幸
体育会系の男子学生。サッカーが得意で周りから人気があるが、勉強は嫌いで授業態度はあまり良くない。自身によると「学校は弱肉強食の社会で、弱みを見せた途端周りのやつらに踏み潰される」などと思っている。友人たちと、ショーンやスティーヴンのことを日常的に悪口を言ってからかう。いつも強気で荒っぽい言動をする性格。
スティーヴン
演 - チャールズ・ベアード、日本語吹替 - 桑原敬一
障害がある男子学生。3ヶ月前に家族とともにイギリスから引越してきた。片方の足が少し短いという障害と生まれつき尿道が2つあるという障害を持つ。排尿障害のせいで周りの生徒たちにイジメられているが、愛する家族の迷惑になるとして話せないでいる。学校では常に重苦しい表情で一人寂しく過ごすことが多い。サッカー観戦が趣味。
ショーン
演 - ジョエル・マッケンジー、日本語吹替 - 桐井大介
ゲイの男子生徒。学校ではゲイであることを知られており男子学生からからかわれている。家では兄が順調な人生を送っているのに対し、自身は劣等感を持っている。最近ゲイであることを両親にカミングアウトしたが、ちゃんと理解してくれないことに苛立っている。偏見や差別される日常を忘れるためにマリファナに手を染める。
サラ
演 - マルニ・スパイレイン、日本語吹替 - 米澤円
恋愛に夢中な女子学生。人気のあるルークと付き合う。自身とルークが学校でも話題のカップルであることを誇りに思い、親よりも大切な存在というほど彼を愛している。将来はオシャレな主婦になることが夢。思い込みが激しく気が強い性格。その後、周りの女子生徒がルークを狙っていると疑心暗鬼になり不安になる。
ケリー
演 - クレメンティーヌ・メラー、日本語吹替 - 中村公子
優しい女子学生。密かにマーカスに好意を寄せる。誰にでも思いやりのある性格でスティーヴンにも優しく接する。現在は、離れて暮らす姉の子（自身にとって甥）のことで夢中になっている。